# Fraumünster
Il Fraumünster è un complesso architettonico in pietra arenaria situato nel centro storico di Zurigo, che ospita una chiesa e, in passato, anche un monastero di suore benedettine. L'impianto della chiesa nel suo stato attuale è in prevalenza gotico.

## Attività del monastero
In origine era la chiesa di un monastero femminile che si trovava un tempo al di fuori delle mura: fu fondata nell'853 dal re Ludovico il Germanico e gestita dalle sue figlie Ildegarda e Berta che ne furono le prime badesse. Il monastero accoglieva signore della nobiltà della Germania meridionale. Il Fraumünster ha segnato la storia politica e culturale più antica di Zurigo. Ha goduto del favore dei re che gli accordarono numerosi privilegi. I suoi possedimenti, che si estendevano fino in Alsazia, e il rango di principessa della badessa testimoniano dello stretto legame che l'univa al Sacro Romano Impero. Dopo la riforma di Zwingli, nel 1524, il monastero e le proprietà vennero rimessi al Consiglio cittadino da Katharina von Zimmern. Da allora la Fraumünster è una chiesa parrocchiale e un luogo di culto di grande influenza.

## La costruzione
A partire dal 1250, alla costruzione carolingia preesistente senza torre e cripta, ma nondimeno di superficie uguale a quella attuale, fu sovrapposta una nuova costruzione cominciata presso il coro con progetti ambiziosi, che dopo un lungo periodo di costruzione furono però portati a termine solo parzialmente. Elementi architettonici di rilievo sono il coro romanico ed il transetto dalle alte volte, in cui è visibile la transizione allo stile gotico. La navata centrale a sei campate mostra tracce frequenti di interruzioni nella costruzione. La facciata occidentale neogotica è dovuta al restauro del 1911. La torre settentrionale venne rialzata nel XVIII secolo secondo gli influssi decorativi del barocco mentre quella meridionale oggi appare ancora come elemento architettonico autonomo soltanto all'interno: la sua cappella mariana (Marienkappelle) con volte a botte racchiude antichi affreschi. Resti di affreschi sono presenti anche nel coro scoperto e restaurato nel 1960.
Nel chiostro recente ciclo di affreschi di Paul Bodmer su leggende locali. Organo del 1953 (della Orgelbau Genf AG, Ginevra), disposizione di Heinrich Funk: 78 registri, 4 manuali, 5793 canne, trasmissione e registri elettrici. Oggi gli ornamenti più preziosi della Fraumünster sono le sue vetrate colorate: la vetrata nord del transetto di Augusto Giacometti "Il Paradiso celeste", 1947.
II ciclo di cinque vetrate bibliche del coro (1979) e le vetrate della parte sud della navata trasversale (1980) sono opere di Marc Chagall.